# Typhlatya
Typhlatya is een geslacht van kreeftachtigen uit de klasse van de Malacostraca (hogere kreeftachtigen).

## Soorten
- Typhlatya arfeae Jaume & Bréhier, 2005
- Typhlatya campecheae H.H.III Hobbs & H.H.Jr. Hobbs, 1976
- Typhlatya consobrina Botoşăneanu & Holthuis, 1970
- Typhlatya dzilamensis Alvarez, Iliffe & Villalobos, 2005
- Typhlatya elenae Juarrero, 1994
- Typhlatya galapagensis Monod & Cals, 1970
- Typhlatya garciadebrasi Juarrero de Varona & Ortiz, 2000
- Typhlatya garciai Chace, 1942
- Typhlatya iliffei C.W.J. Hart & Manning, 1981
- Typhlatya jusbaschjani (Birstein, 1948)
- Typhlatya kakuki Alvarez, Iliffe & Villalobos, 2005
- Typhlatya miravetensis Sanz & Platvoet, 1995
- Typhlatya mitchelli H.H.III Hobbs & H.H.Jr. Hobbs, 1976
- Typhlatya monae Chace, 1954
- Typhlatya pearsei Creaser, 1936
- Typhlatya rogersi Chace & Manning, 1972
- Typhlatya taina Estrada & Gómez, 1987
- Typhlatya utilaensis Alvarez, Iliffe & Villalobos, 2005